# Jesper Bugge Kold
Jesper Bugge Kold (født 18. august 1972) er en dansk skønlitterær forfatter. Han er opvokset i Rødovre og arbejdede i flere år som sportsjournalist på Viasat Sport og TV2 Sport, inden han i 2014 debuterede som forfatter. Det gjorde han med den historiske roman Vintermænd, der indbragte ham en nominering til BogForums Debutantpris 2014. Romanen er oversat til adskillige sprog, var en stor succes i blandt andet USA og lå en overgang på den tyske avis Bilds bestsellerliste.
I 2016 udkom Land i datid, der handler om Østtyskland, i 2018 Krigsturisten, en roman om en desillusioneret gymnasielærer, som begynder at rejse til krigszoner for at mærke sig selv. Samme år udkom lydbogsserien Tiden før døden, der er indlæst af skuespiller Lars Brygmann.
I 2021 indgik Bugge Kold et samarbejde med kollegaen Mich Vraa. Sammen har de udgivet romanerne Pigen fra det store hvide skib (2021) og Tre dage i april (2022). Førstnævnte vandt en Mofibo Award som årets bedste roman og begge er solgt til filmatisering.
I 2024 udkom romanen Hvor vinden vender, første bind i en romanserie om de danske udvandrere til Amerika, efterfulgt af Hvor ilden brænder som udkommer oktober 2025. 

## Romaner
- Vintermænd, 2014
- Land i datid, 2016
- Krigsturisten, 2018
- Tiden før døden, 2018
- Pigen fra det store hvide skib, 2021 (i samarbejde med Mich Vraa)
- Tre dage i april, 2022 (i samarbejde med Mich Vraa)
- Hvor vinden vender, 2024
- Hvor ilden brænder, 2025